# Tony Moran
Tony Moran (ur. 14 sierpnia 1957 w Burbank w stanie Kalifornia) – amerykański aktor filmowy i telewizyjny. 
Najbardziej znany z roli niezamaskowanego Michaela Myersa w filmie Halloween z 1978 w reżyserii Johna Carpentera.
Jego siostra Erin i brat John także są aktorami.

## Wybrana filmografia

### Filmy
- 1978: Halloween jako Michael Myers
- 2011: Beg jako Jack Fox
- 2013: Provoked jako Doug
- 2014: Dead Bounty jako Bosk
- 2015: The Ungovernable Force jako Don Ruggero Corbucci

### Seriale
- 1979: The Waltons jako Tinker